# Politieauto

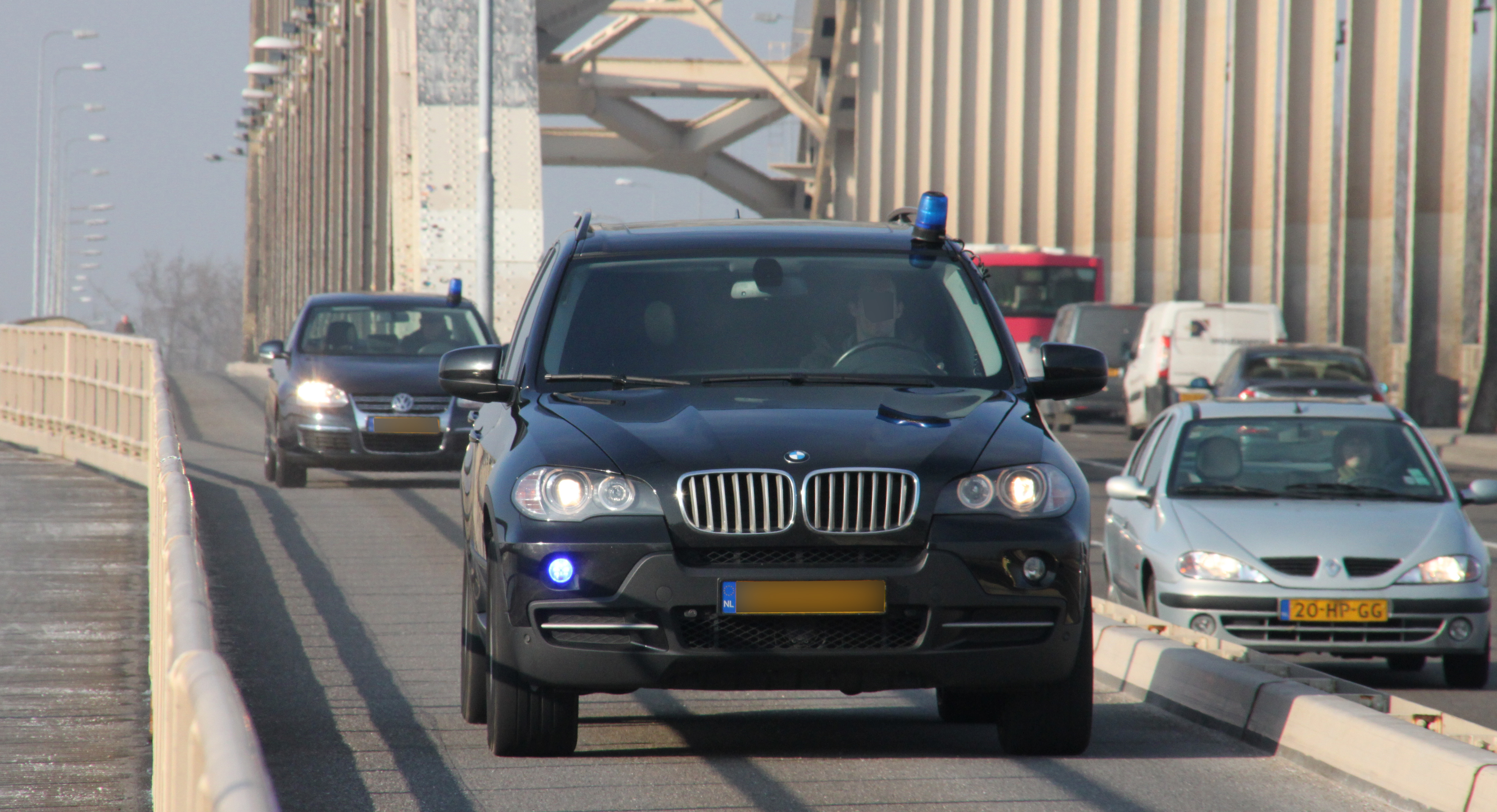
Politiewagens zonder herkenningsteken

Een politieauto of politiewagen is een automobiel die gebruikt wordt als politievoertuig. Sinds de eerste politieauto in gebruik genomen werd door de politie van Akron in de Amerikaanse staat Ohio in 1899 worden deze voertuigen gebruikt om onder andere politieagenten snel op de plaats van een incident te brengen, verdachten te vervoeren of te patrouilleren. 
Een politieauto is vaak uitgerust met een sirene of meertonige hoorn en zwaailichten, en is gespoten in een herkenbaar opvallende markering zoals het battenburgpatroon. De beschildering, klank van de sirene en de configuratie en kleur van de zwaailichten verschillen per regio. Agenten in burger of undercover rijden meestal in een politiewagen zonder deze herkenningstekenen, maar kunnen eventueel een zwaailicht met een zuignap of magneet op het dak plaatsen, of hebben verstopte lichten in de grille.
Veel politieauto's zijn aangepast aan gespecialiseerde taken. Zo is een patrouillewagen vaak minder snel dan een voertuig dat de verkeerspolitie gebruikt om bijvoorbeeld hardrijders te achtervolgen. Sommige politiekorpsen maken geen onderscheid tussen de verschillende taken, en gebruiken een auto die een compromis vormt. Sommige voertuigen hebben aangepaste bumpers om verkeer van de weg te drukken.
Soms worden politiewagens ingezet als afleidingsmanoeuvre. Ze worden op een zichtbare plaats neergezet om wetsovertredingen te ontmoedigen. De Amerikaanse staat Virginia heeft in de wet opgenomen dat afgedankte politieauto's zo gebruikt dienen te worden.

## Politieauto's in de wereld

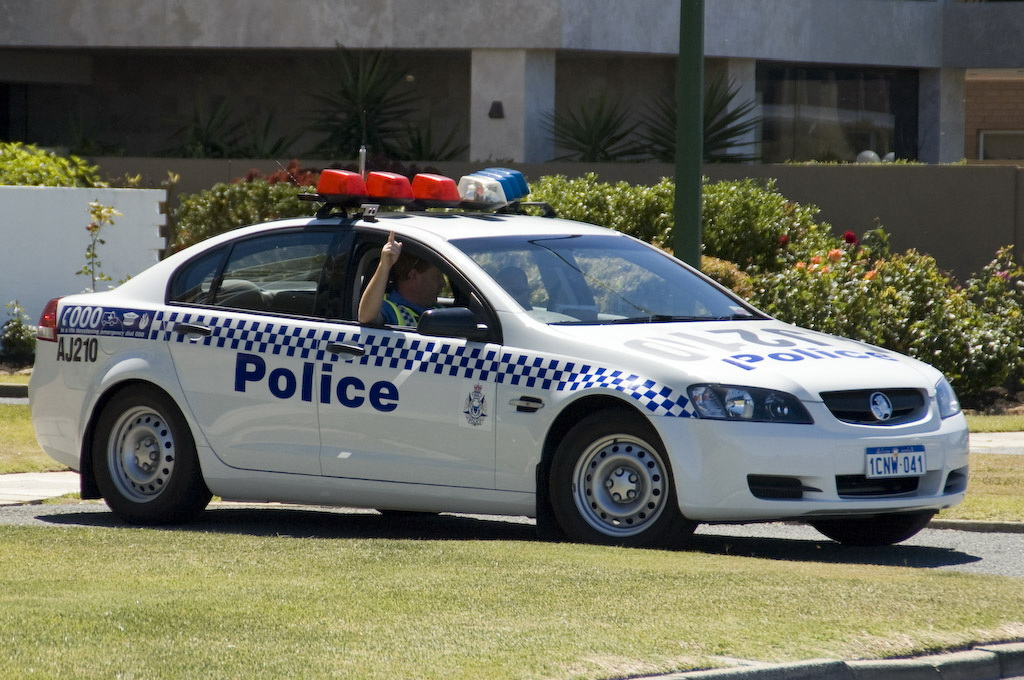
Australië (Holden VE)
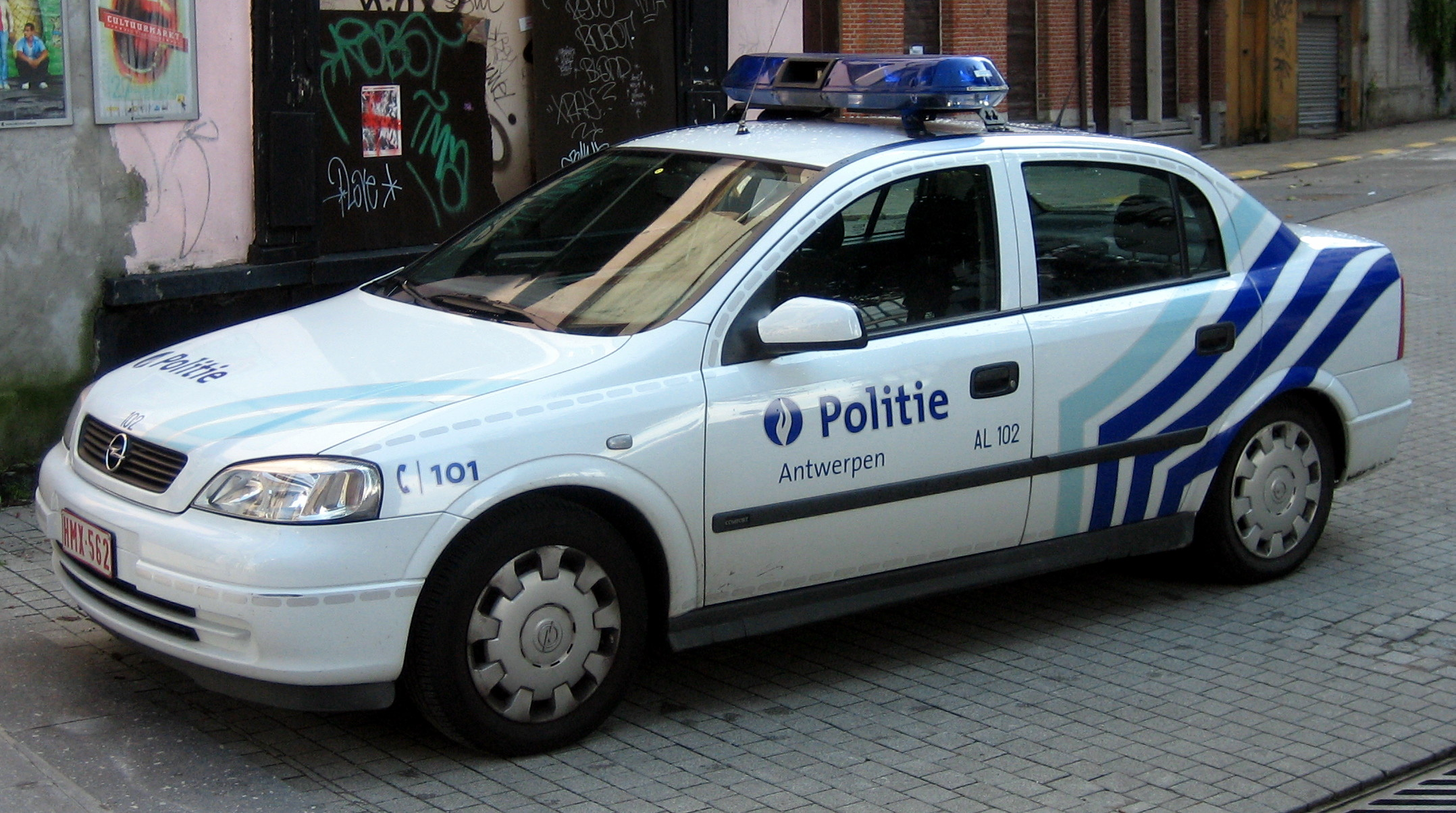
België (Opel Astra)
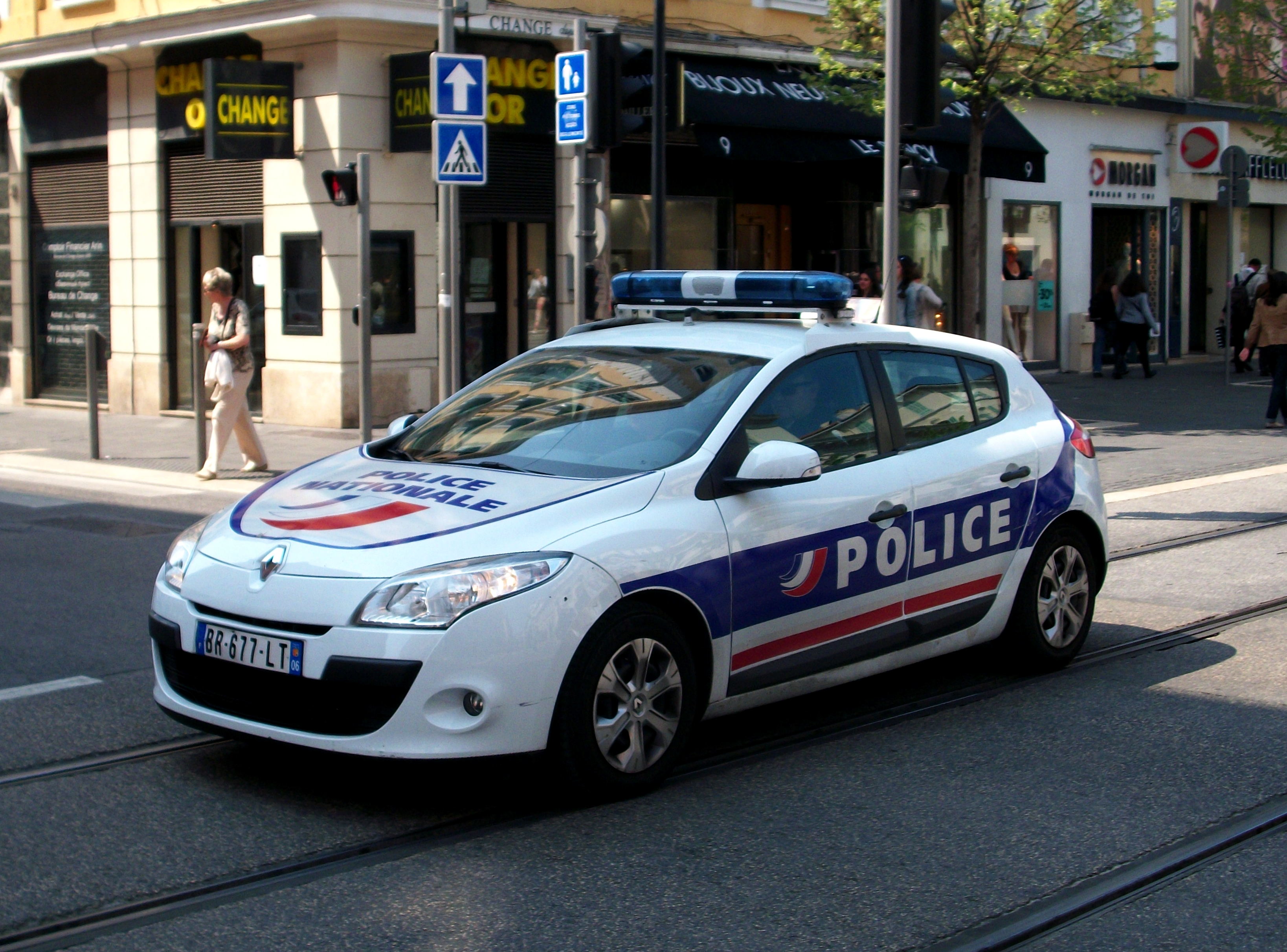
Frankrijk (Renault Mégane)
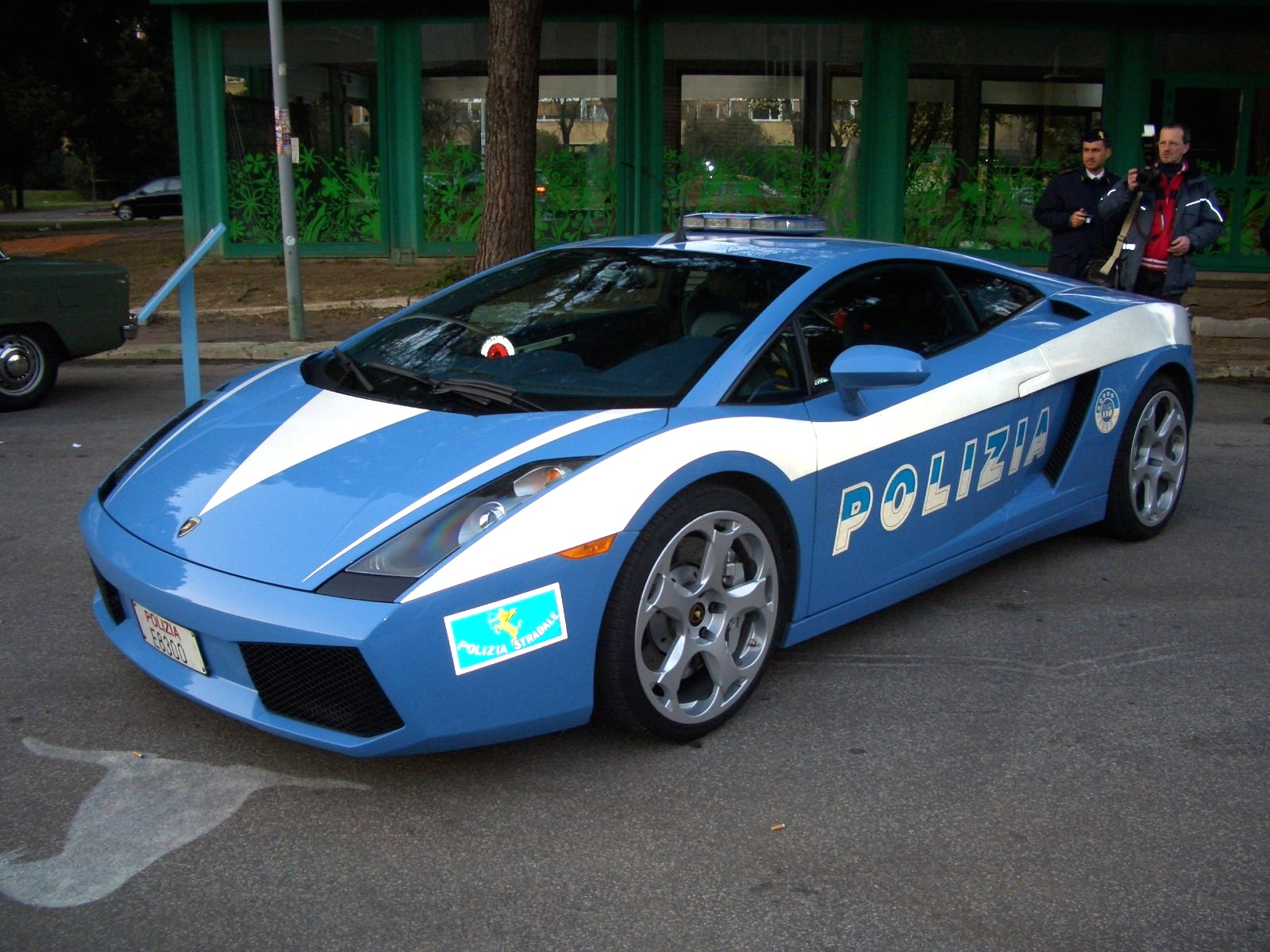
Italië (Lamborghini Gallardo)
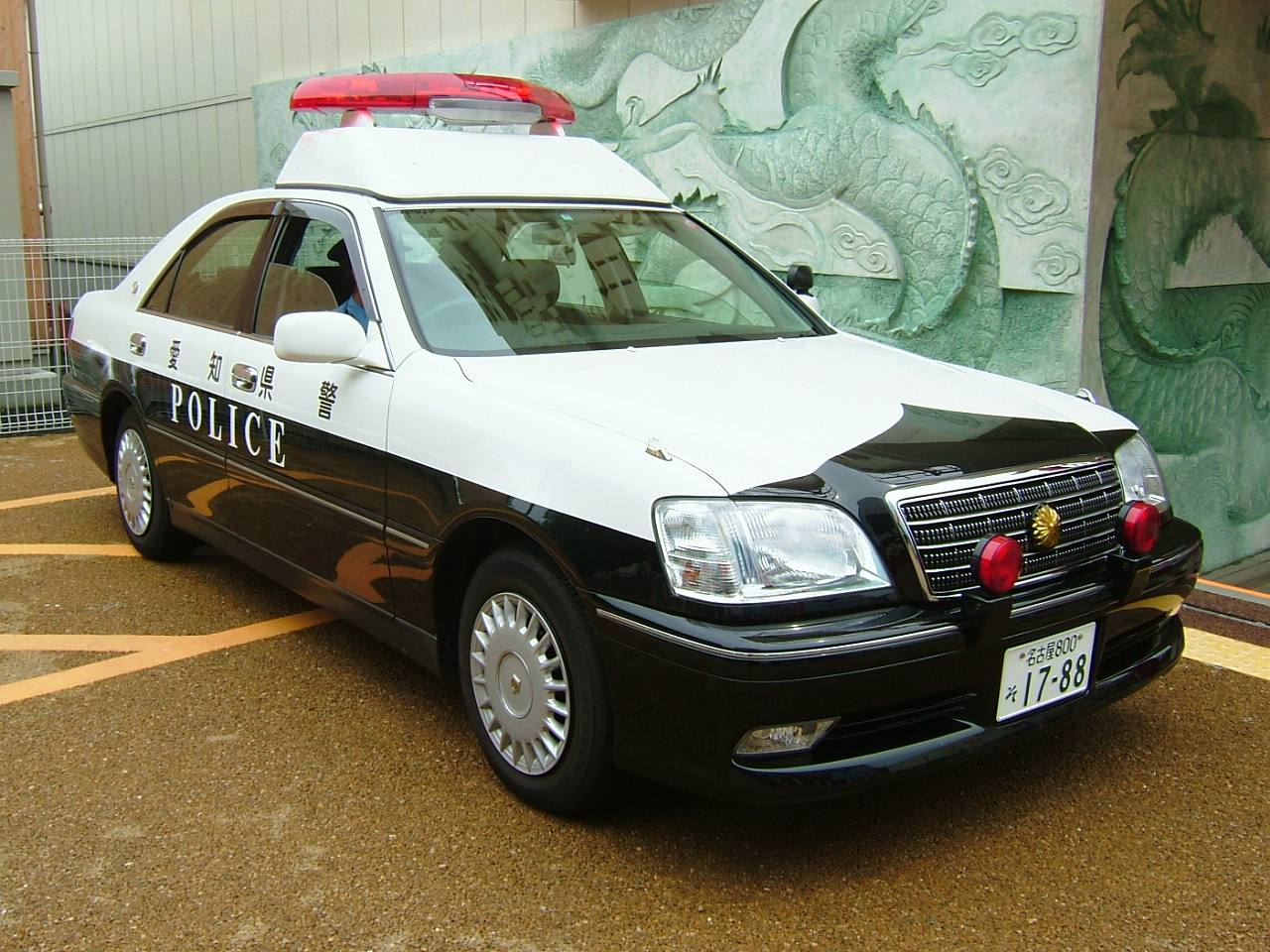
Japan Toyota Crown
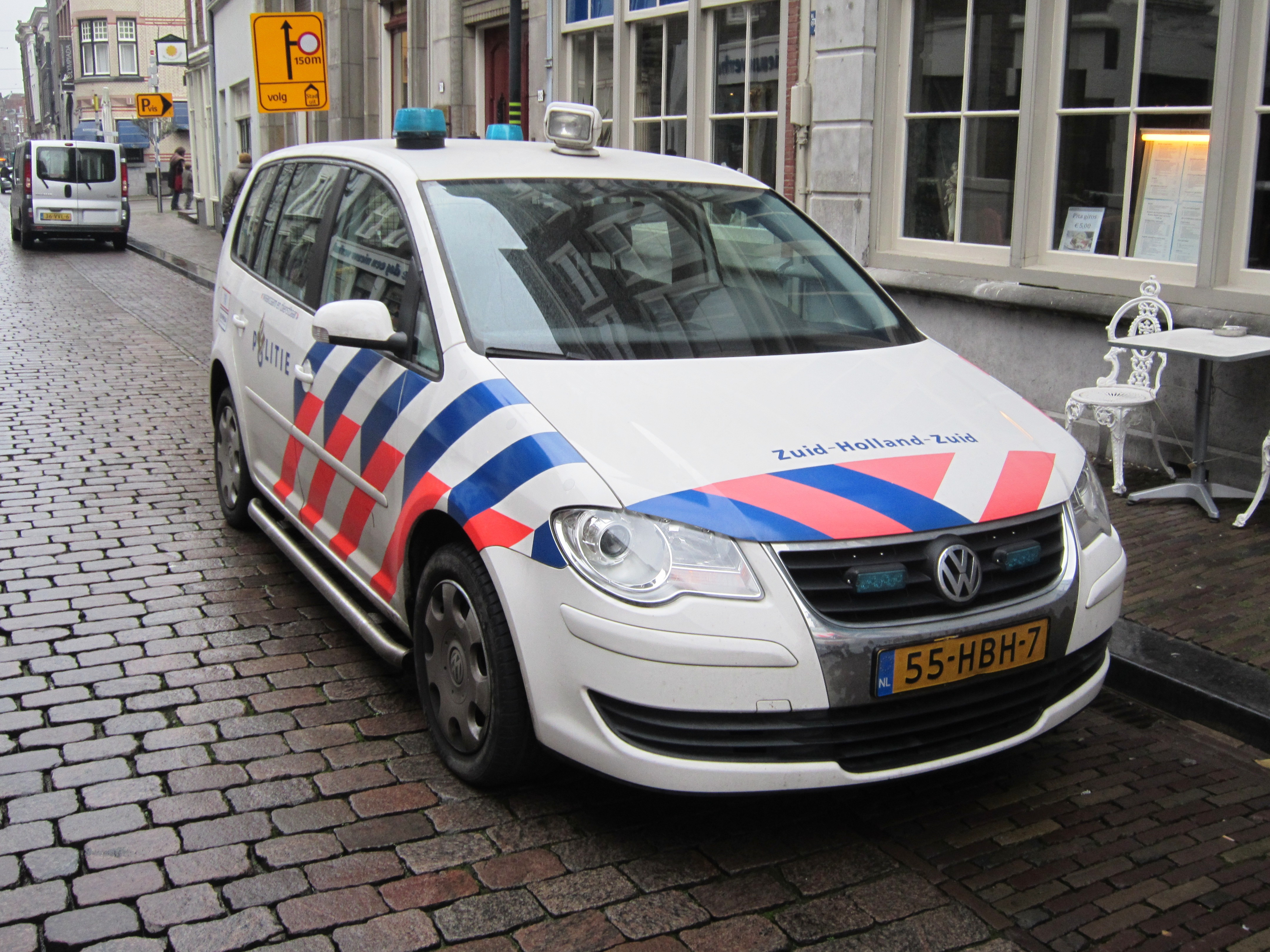
Nederland (Volkswagen Touran)
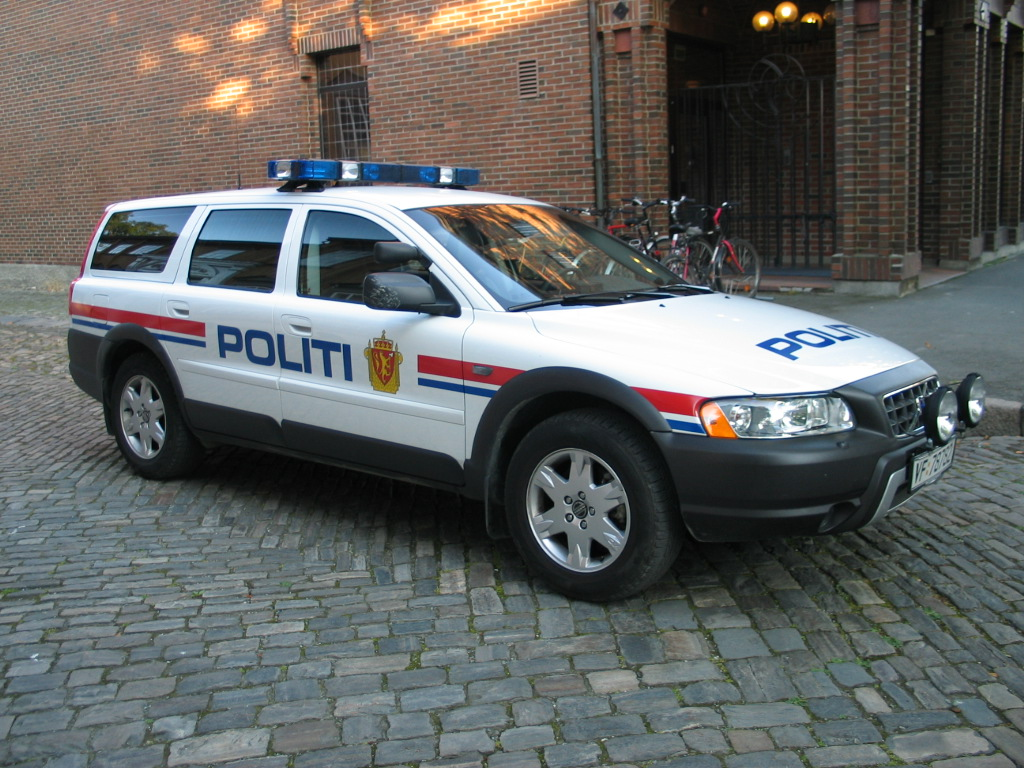
Noorwegen (Volvo XC70)
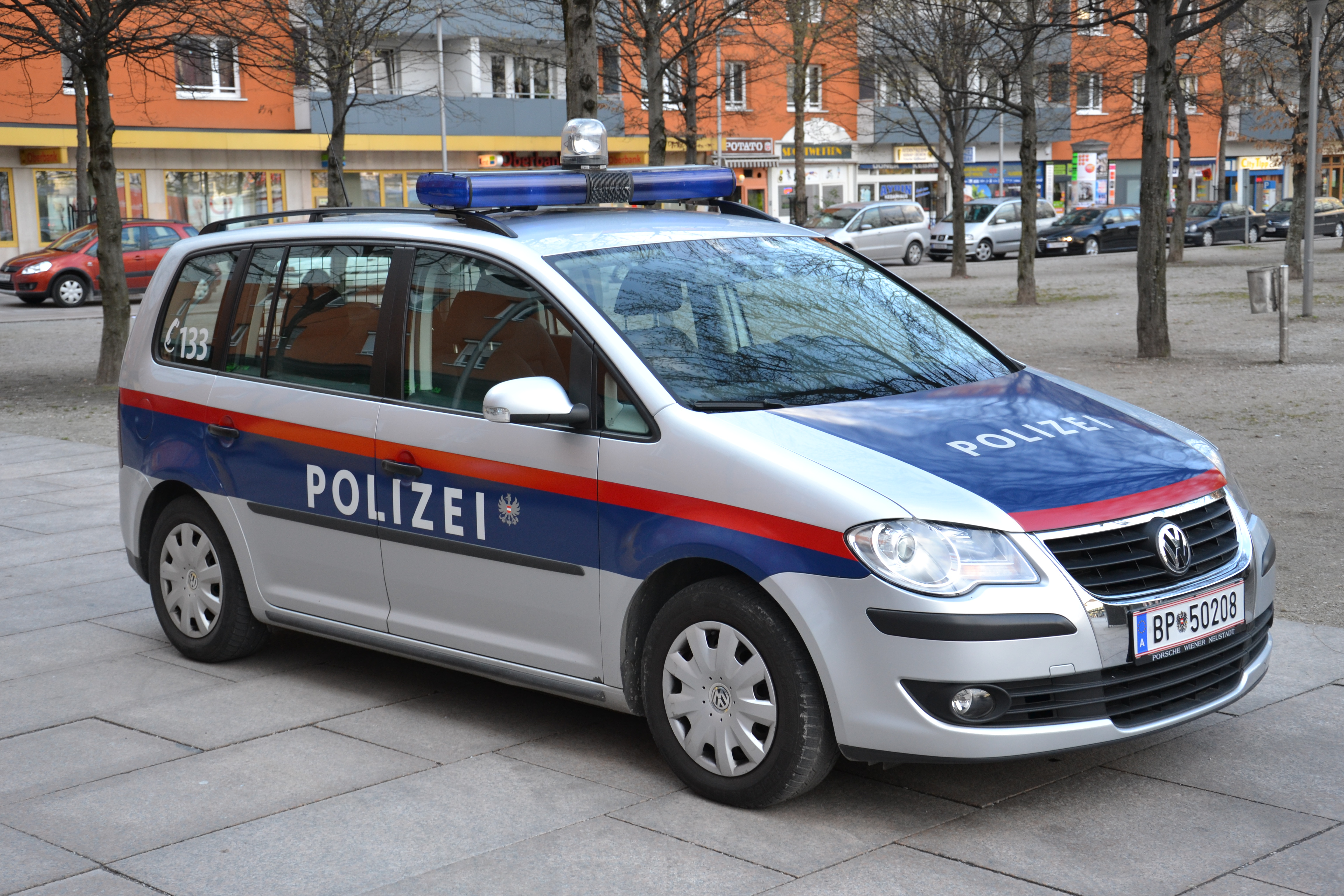
Oostenrijk (Volkswagen Touran)
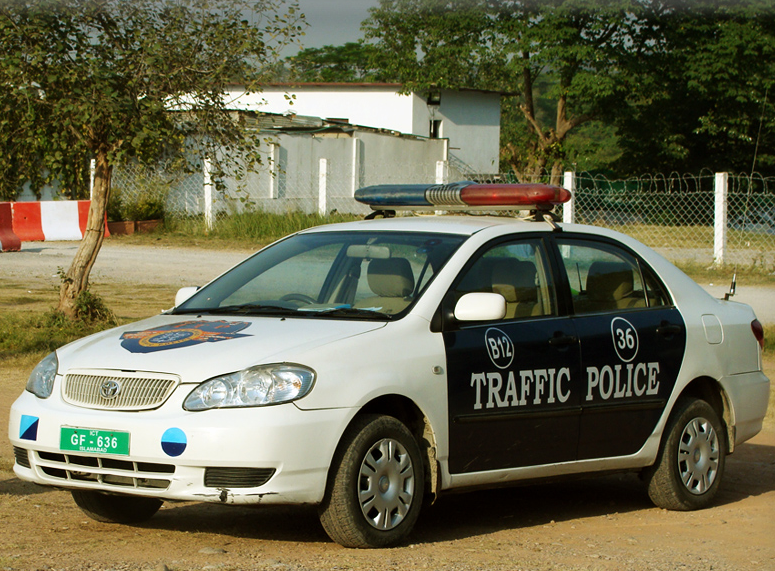
Pakistan verkeerspolitie, (Toyota Corolla)
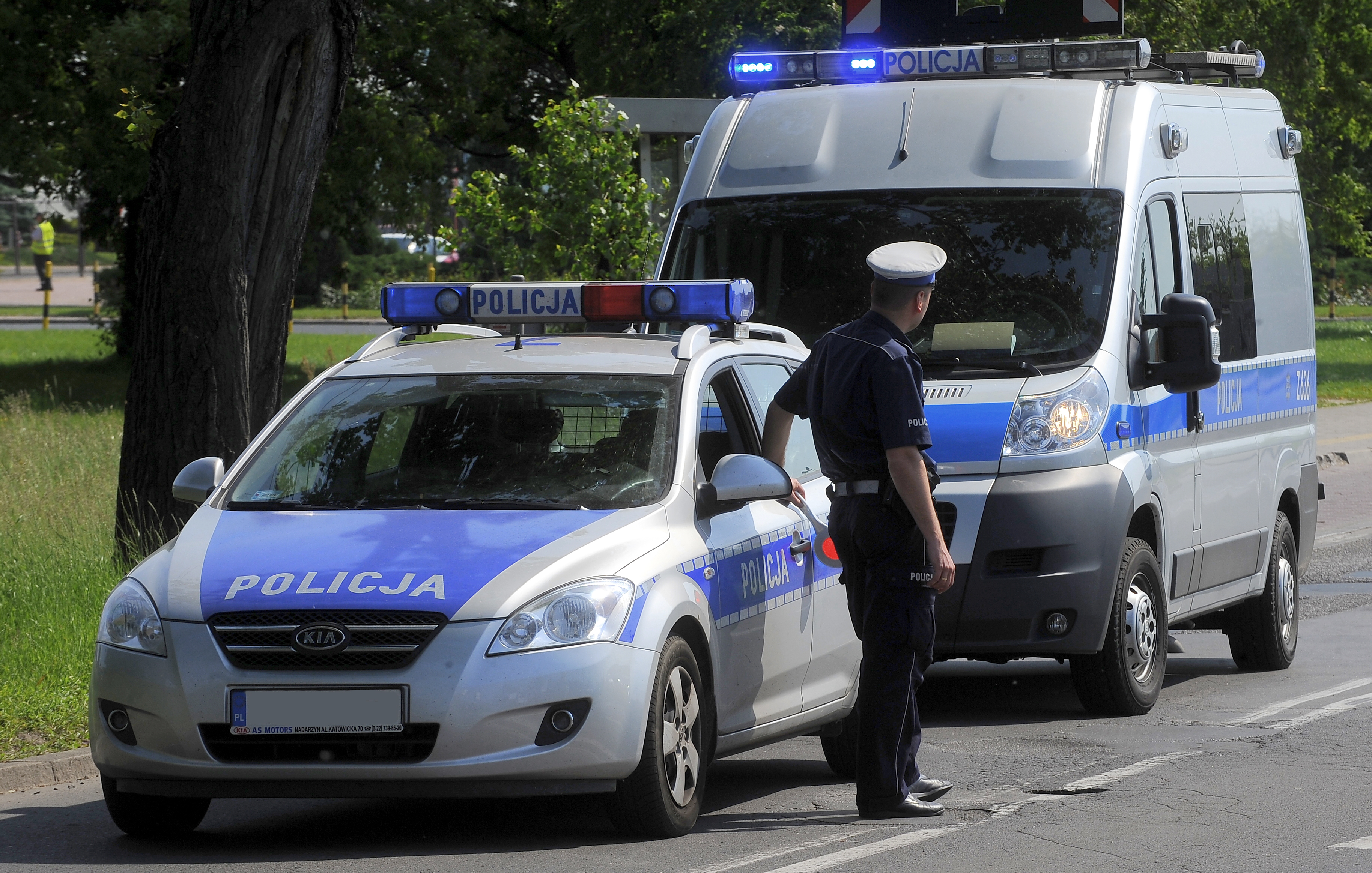
Polen (Kia cee'd & Fiat Ducato)
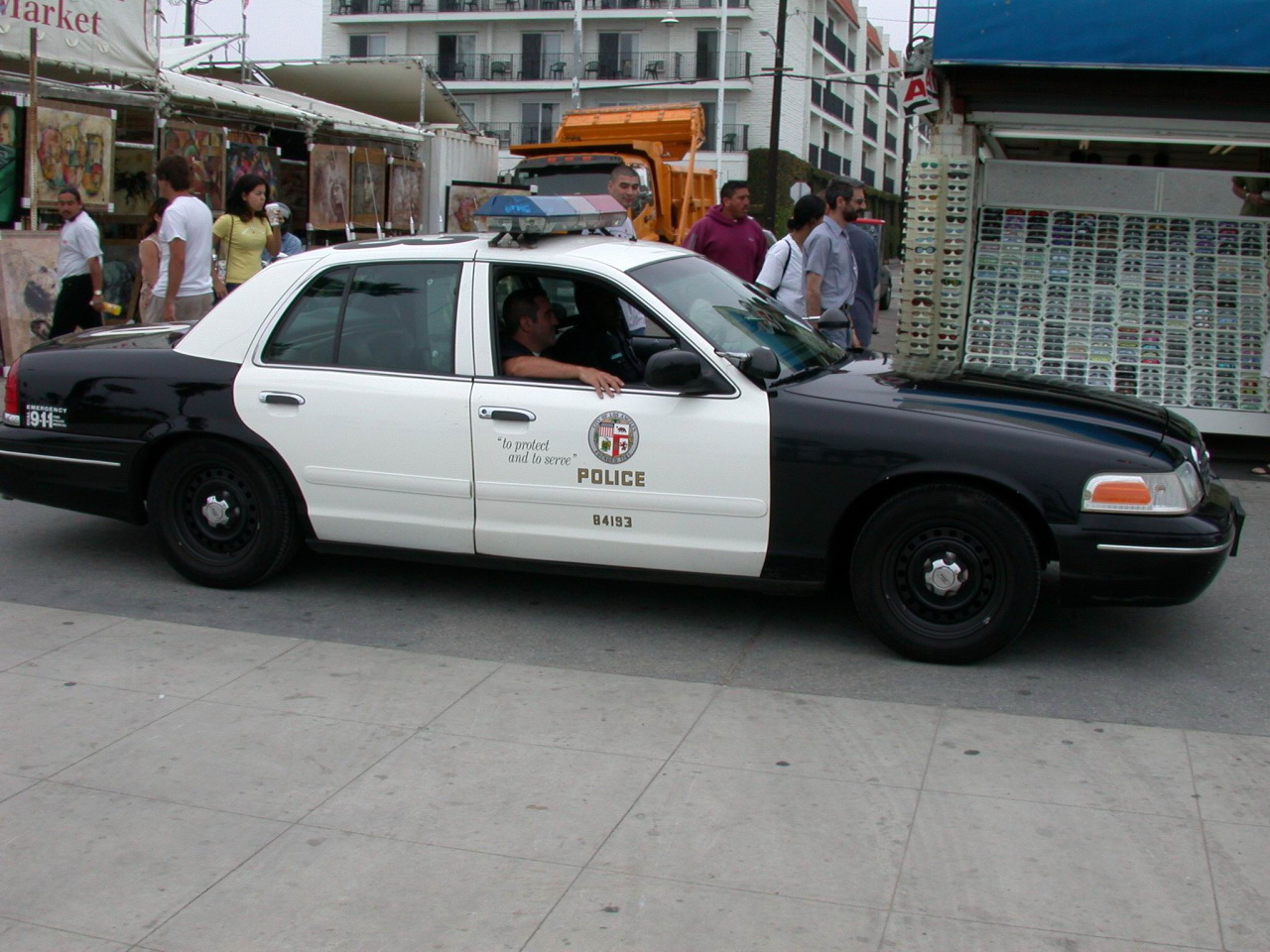
Verenigde Staten (Los Angeles, Ford Crown Victoria)
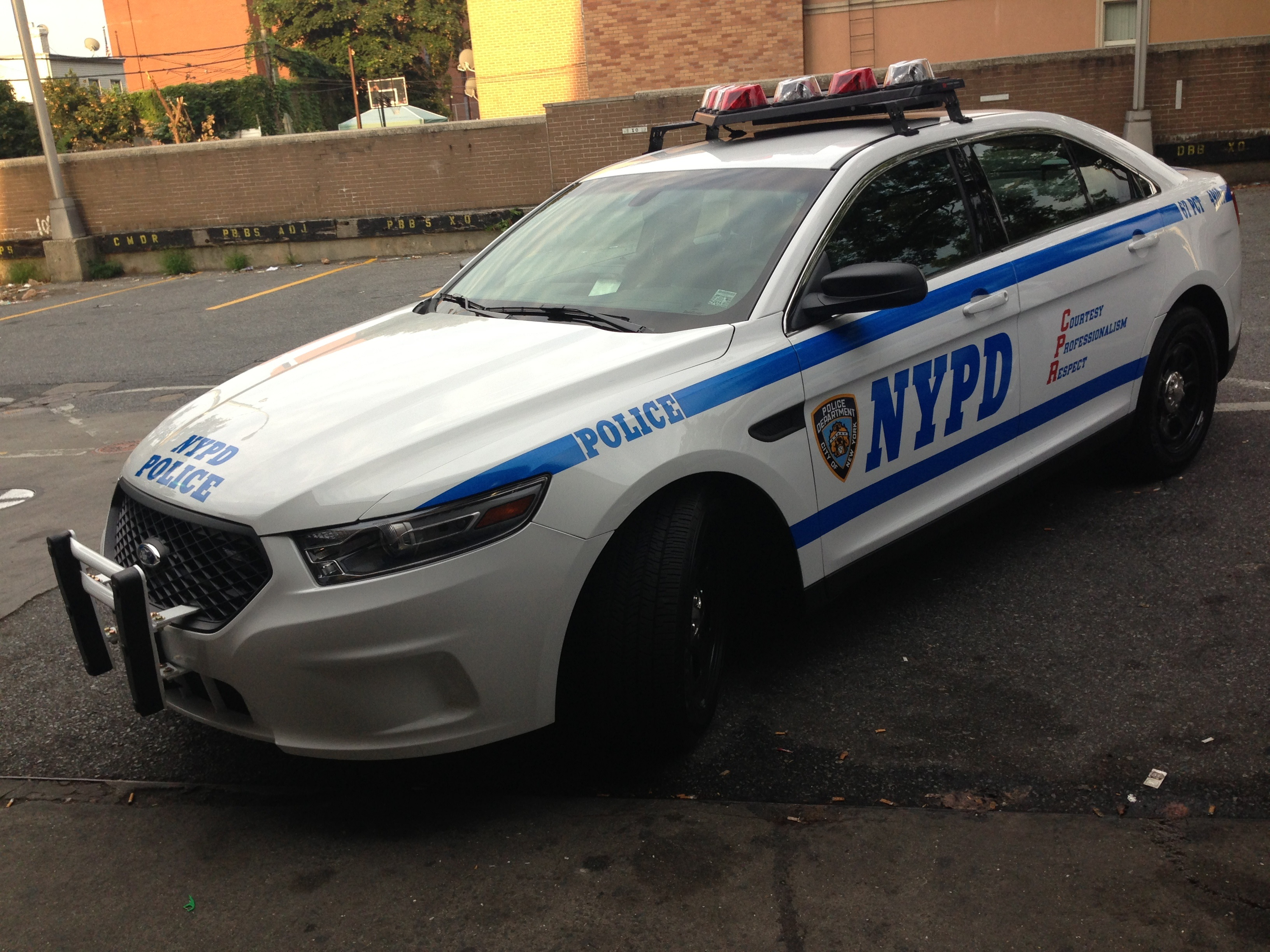
Verenigde Staten (New York, Ford Taurus)
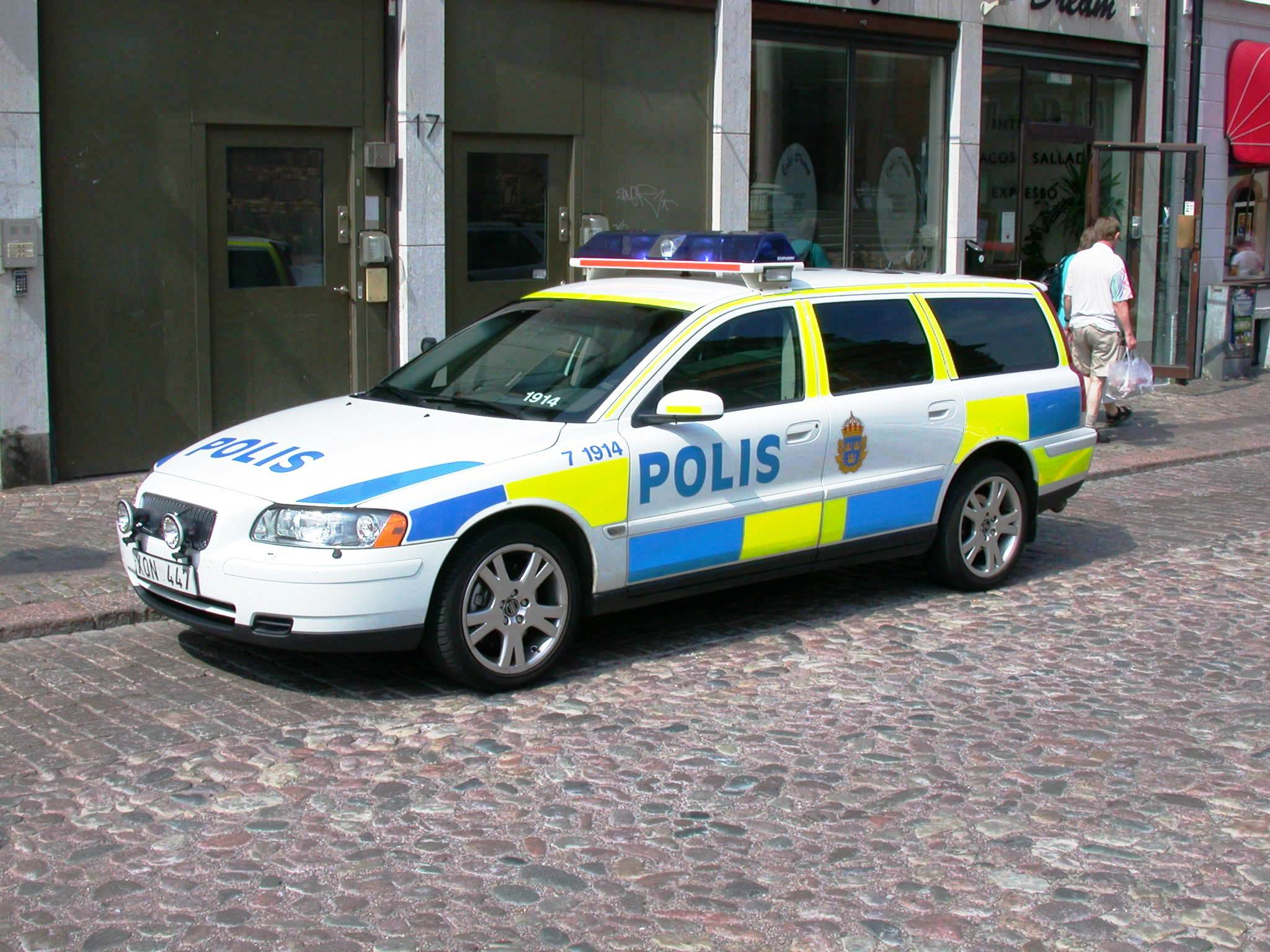
Zweden, in battenburgpatroon. (Volvo V70)